# Cryptoplax larvaeformis
Cryptoplax larvaeformis är en blötdjursart som först beskrevs av Burrow 1815.  Cryptoplax larvaeformis ingår i släktet Cryptoplax och familjen Cryptoplacidae. Inga underarter finns listade i Catalogue of Life.